# Thesium dollineri
Thesium dollineri là một loài thực vật có hoa trong họ Santalaceae. Loài này được Murb. ex Velen. miêu tả khoa học đầu tiên năm 1891.

## Hình ảnh

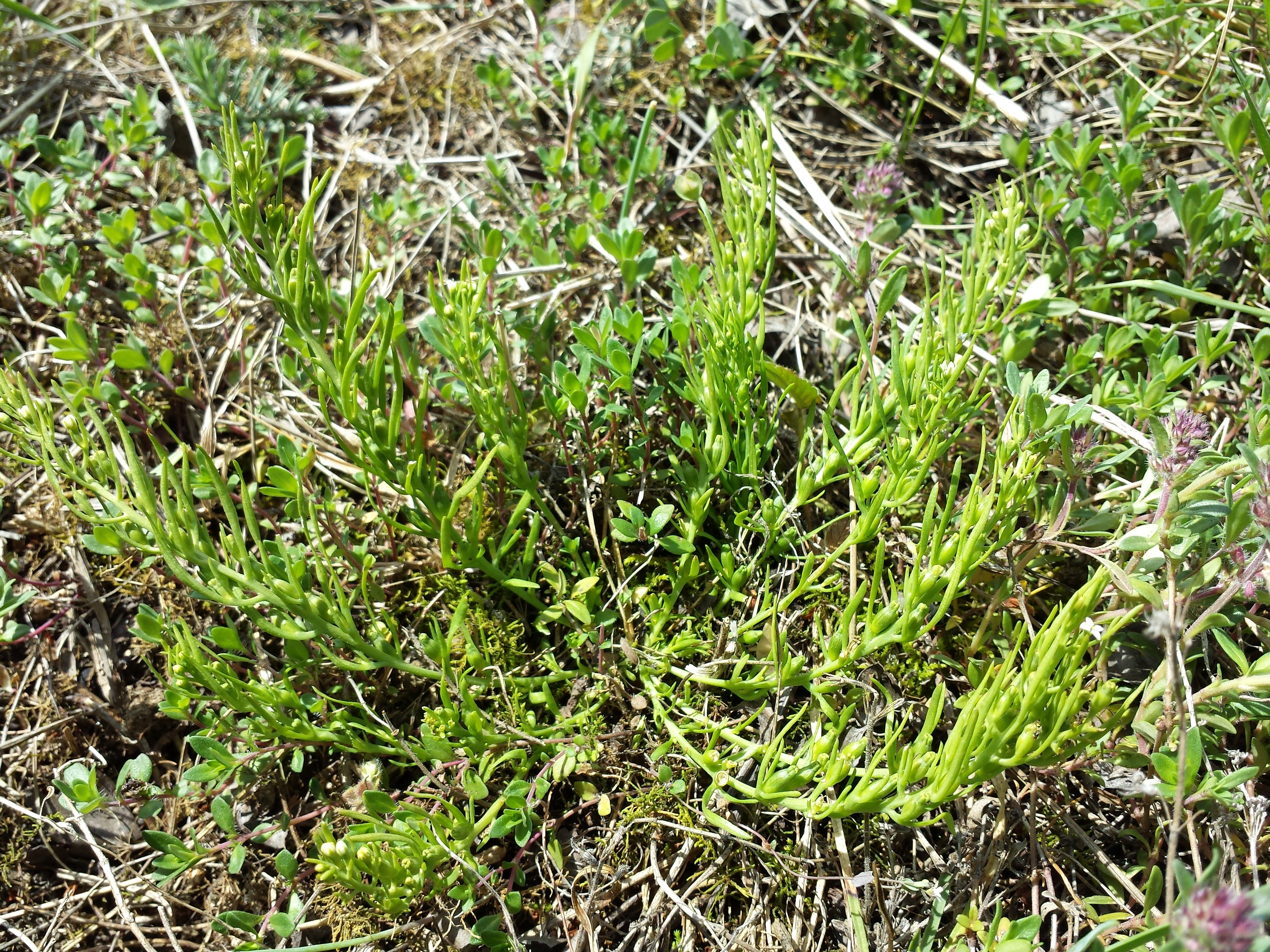
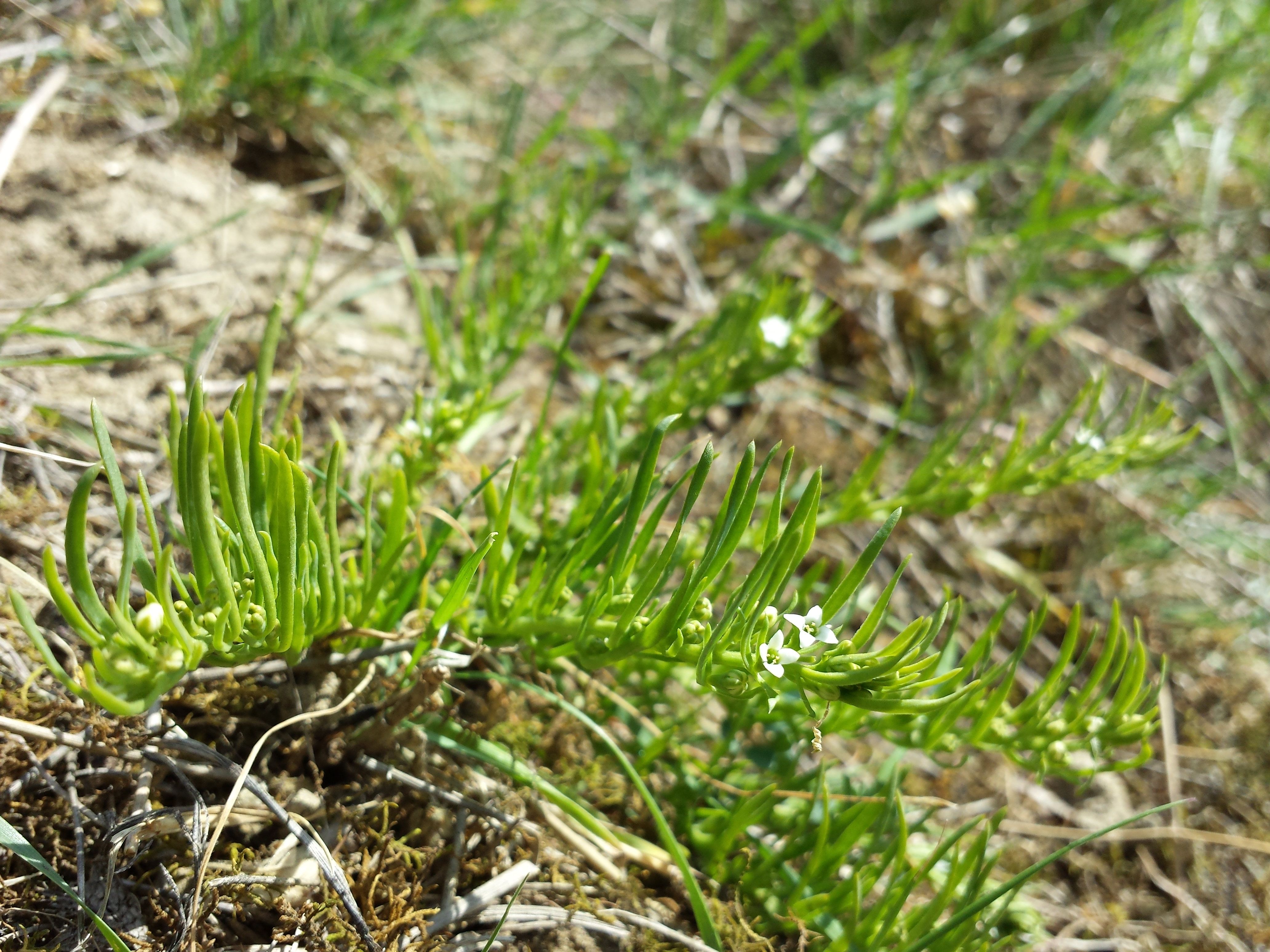
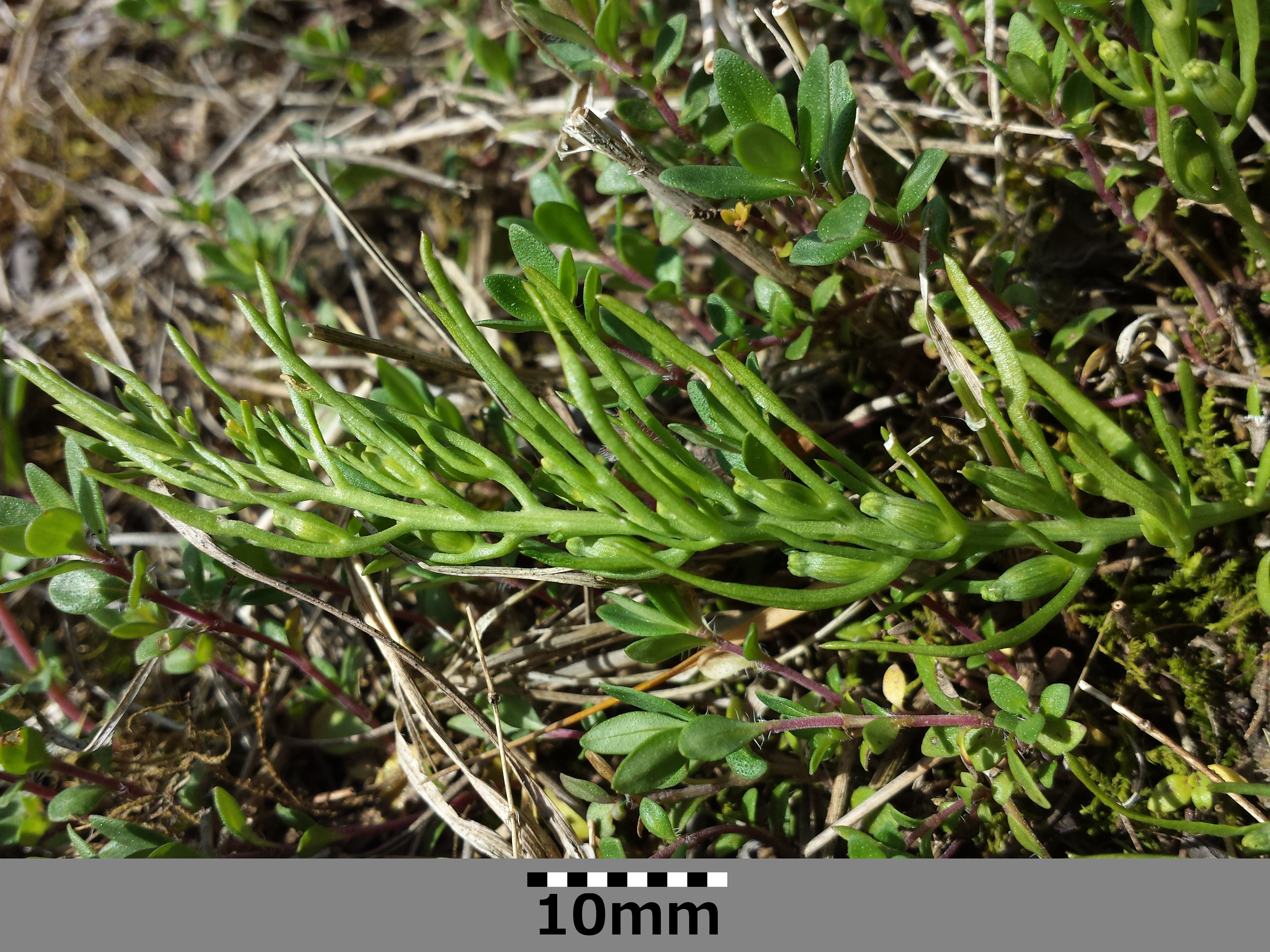
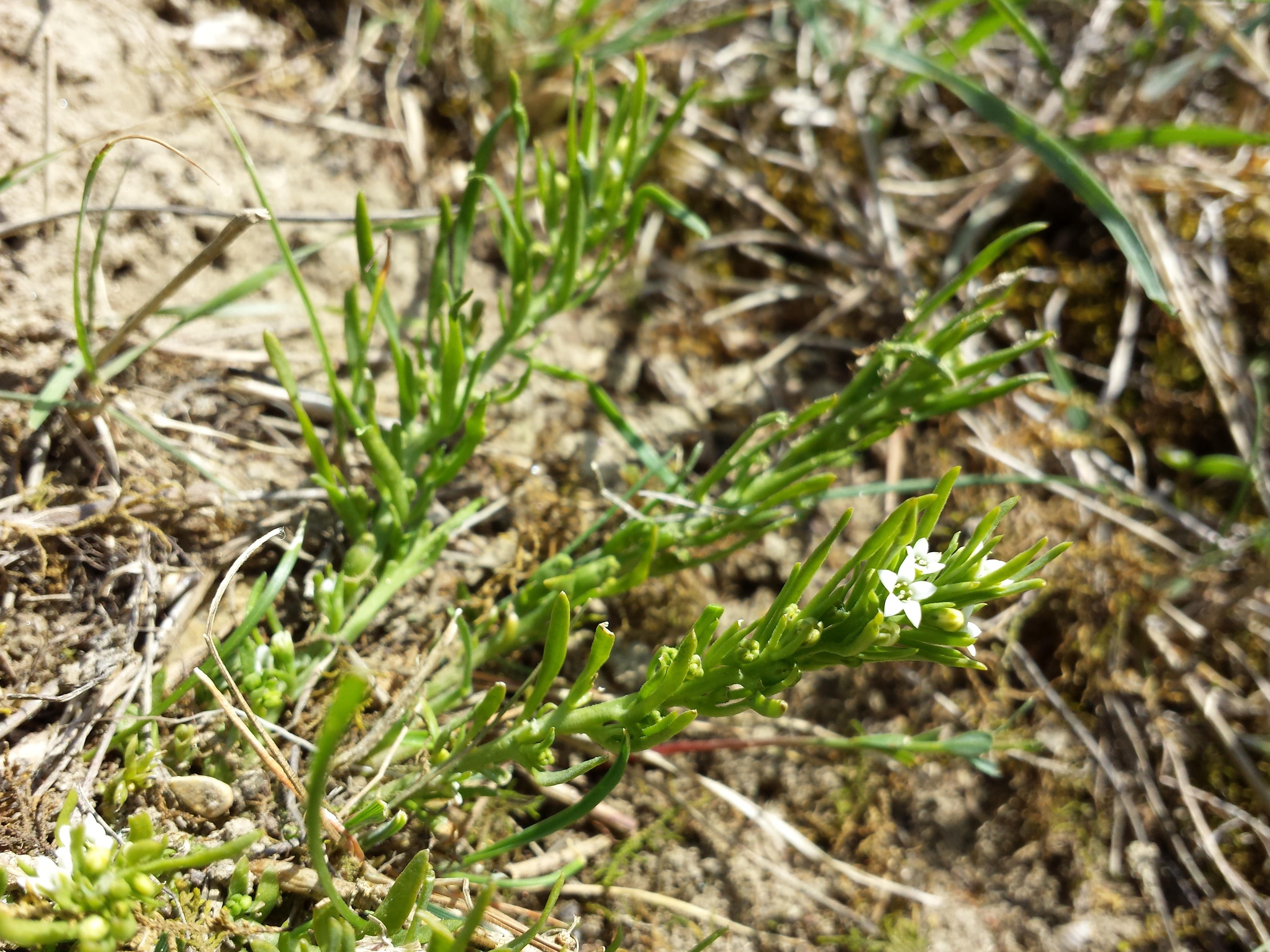